# Brkiševina
Brkiševina is een plaats in de gemeente Lekenik in de Kroatische provincie Sisak-Moslavina. De plaats telt 121 inwoners (2001).